# Laurentius Kremper
Laurentius Kremper (* 1666 oder 1667 als Johannes Kremper in Borgholz; † 20. Juni 1730) war Priester und von 1713 bis zu seinem Tode 49. Abt des Klosters Hardehausen.

## Leben
1693 legte Kremper in der Zisterzienserabtei Hardehausen sein Ordensgelübde ab, wurde 1697 zum Priester ernannt und am 3. Februar 1713 zum Abt gewählt.
In den umliegenden Dörfern und im Kloster selbst ist Kremper heute vor allem als Bauherr bekannt, viele Gebäude tragen heute noch sein Wappen und/oder ein Chronogramm.
Kremper setzte die Aufbauarbeit seines Vorgängers Stephan Overgaer am während des Dreißigjährigen Kriegs (1618–1648) geplünderten und zerstörten Klosters fort, ließ unter anderem die sogenannte Aula abbatialis vollenden, das Sommerrefektorium, das neue Kornhaus, eine Ölmühle und einen Schafstall bauen, einen barocken Lustgarten anlegen sowie das gesamte Klosterareal mit einer bis zu viereinhalb Meter hohen Ringmauer umgeben. 
Am 2. April 1724 assistierte Kremper dem fast gleichaltrigen Paderborner Weihbischof Pantaleon Bruns in der Paderborner Abdinghofkirche bei der Bischofsweihe des Ferdinandus Oesterhoff aus dem Kloster Marienfeld. Ein halbes Jahr später, am 18. November 1724, assistierte er während der Benediktion des aus dem Kloster Bredelar stammenden Abtes Petrus Nolten.
Laurentius Kremper starb 63-jährig am 20. Juni 1730.